# Bożena Bednarek-Michalska
Bożena Ewa Bednarek-Michalska (ur. 9 września 1957 w Lubaniu, zm. 5 maja 2021 w Toruniu) – polska nauczycielka akademicka, bibliotekarka, kustoszka dyplomowana w Bibliotece Uniwersyteckiej w Toruniu.

## Życiorys
Córka Mieczysława i Ireny. Wychowała się w Lubaniu Śląskim, gdzie w roku 1976 ukończyła Liceum Ogólnokształcące. Studiowała filologię polską na Uniwersytecie Wrocławskim, który ukończyła dyplomem o Scenie Plastycznej KUL Leszka Mądzika w roku 1981. W 1981 roku rozpoczęła pracę w V Liceum Ogólnokształcącym w Toruniu, zwolniona w stanie wojennym, rozpoczęła pracę w roku 1982 na Uniwersytecie Mikołaja Kopernika w Toruniu w Bibliotece Uniwersyteckiej, z którą była związana całe życie zawodowe.
W 1994 roku ukończyła Podyplomowe Studium Programowania i Zastosowań Mikrokomputerów na Wydziale Fizyki, Astronomii i Informatyki Stosowanej UMK, a w 2000 Podyplomowe Studium Zarządzania dla Pracowników Administracji Publicznej i Jednostek Budżetowych na Wydziale Nauk Ekonomicznych i Zarządzania UMK.

## Praca zawodowa
Zajmowała się przez lata informacją elektroniczną i budowaniem zasobów cyfrowych. Działała na rzecz otwartej nauki i nowoczesnych modeli publikowania naukowego open access. Była wykładowczynią na Uniwersytecie Mikołaja Kopernika w Toruniu, ale także była zapraszana do innych uczelni w kraju i za granicą. Działała zarówno na forum krajowym (EBIB, KOED), jak i międzynarodowym (EIFL, SPARC). Była inicjatorką i działaczką w wielu projektach bibliotekarskich, które unowocześniały praktykę zawodową (INFOBIB-L, EBIB, INFOBINET, BIBWEB, Konsorcjum Polskich Bibliotek Cyfrowych, KPBC, KOED).
Jest autorką ponad 180 artykułów fachowych i naukowych na temat bibliotek cyfrowych, repozytoriów, nowoczesnych technologii, otwartej nauki.

## Praca społeczna
W latach 1997–2002 pracowała na rzecz Toruńskiego Stowarzyszenia dla Ratowania Książek i Archiwaliów po Powodzi. Następnie w latach 1997–2003 udzielała się w Towarzystwie Współpracy z Miastami Bliźniaczymi Torunia, a w latach 2001–2010 organizowała w Stowarzyszeniu Bibliotekarzy Polskich Komisję Wydawnictw Elektronicznych. W 2003-2007 była członkinią Rady Naukowej Książnicy Kopernikańskiej. Lata 2014–2015 to aktywność w Prezydium Koalicji Otwartej Edukacji. Była redaktorką portalu Uwolnij Naukę i koordynatorką Tygodnia Otwartej Nauki w Polsce, była działaczką międzynarodowego ruchu Open Access Movement od 2002 roku od podpisania Deklaracji Berlińskiej. W roku 1997 była współzałożycielką zespołu EBIB, wydającego serwis dla bibliotekarzy o tej samej nazwie, a także czasopismo branżowe Biuletyn EBIB, które jako redaktorka naczelna prowadziła ponad 10 lat. Wiele lat zasiadała w zarządzie Stowarzyszenia EBIB.
Pracę międzynarodową realizowała w latach 2004–2006 jako członek zarządu Bibliotheca Baltica, następnie w 2012–2015 jako członek Zarządu SPARC Europe. W okresie od 2006 do 2007 brała udział w pracach Zespołu do spraw digitalizacji przy MKiDN. Między 2010 a 2013 pracowała w interdyscyplinarnym zespole MNiSW ds. DUN, a następnie w Zespole ds. otwartego dostępu do nauki.
W 2021 została pośmiertnie odznaczona Złotym Krzyżem Zasługi.
Pochowana na cmentarzu Najświętszego Serca Pana Jezusa w Bydgoszczy.